# دونالد إل. هوروويتز
دونالد إل. هوروويتز (بالإنجليزية: Donald L. Horowitz) هو عالم سياسة وصحفي أمريكي، ولد في 27 يونيو 1939.